# Microsoft Neptune
Neptune (inglês para Neptuno) foi o nome de código dado a uma versão do Windows em desenvolvimento entre janeiro de 1999 e janeiro de 2000. Projetada como sucessora à série 9x, foi a primeira versão para consumidores a fazer uso da plataforma Windows NT.
Após o abandono do desenvolvimento do sistema, muitas das ideias e funções que seriam introduzidas no Neptune e no Windows 2000 foram incorporadas noutros projetos. Características como a firewall ou o ecrã de início de sessão seriam incorporados no projeto Whistler, lançado em 2001 como Windows XP. Após o cancelamento do projeto pela Microsoft, foi lançado no seu lugar o Windows Me, derivado do Windows 98.

## História
Baseado no núcleo NT 5.0, o foco do projeto era a concepção de um centro multimídia sob a forma de "Centros de Atividade", originalmente pensados para implementação no Windows 98. Usando HTML e uma interface destinada inicialmente ao ME[3], tinham como objetivo a simplificação de diversas tarefas como a consulta de correio eletrónico, reprodução de música, gestão e visualização de fotos, pesquisa na rede e acesso rápido a conteúdos recentes. A versão alpha 5111, que mantinha resquícios das marca 2000 e Millenium, evidenciou o desenvolvimento destes centros — uma nova interface gráfica para as contas de utilizador e para o ecrã de início de sessão e funções recorrentes acessíveis através de uma página incial denominada "Starting Places" (locais de início), que podia ser definida como uma janela separada ou parte do ambiente de trabalho através de Active Desktop. Semelhante em grande medida ao Windows 2000, características como a firewall foram mais tarde integradas no Windows XP como a Firewall do Windows, juntamente com o seu ecrã de início de sessão, que se assemelha ao desta versão. A mesma versão, inicialmente lançada sob um acordo de não divulgação, foi mais tarde lançada em vários sítios dedicados a software em desenvolvimento e museus virtuais. Os Centros de Atividade podiam ser instalados copiando o ficheiro ACCORE.DLL do dispositivo de instalação para o disco rígido, seguido da execução do comando regsvr32 sobre o ficheiro. No entanto, a sua funcionalidade é deficiente devido a erros de JavaScript, bem como pela ausência de ligações e executáveis para os centros de música, fotografia e jogos. Alguns entusiastas dedicaram-se posteriormente à correção de tais erros.
No início de 2000, foram unidas as equipas dos projetos Neptune e Odyssey, este último pensado como uma atualização para empresas do Windows 2000. A nova equipa prosseguiu o trabalho num novo projeto, Whistler, lançado em finais de 2001 com o nome Windows XP.
No plano para o desenvolvimento do sistema operativo (revelado durante o caso judicial contra a Microsoft pelo governo dos Estados Unidos) contavam-se cinco service packs. Foi também desvendado que o seu sucessor, Triton, seria uma atualização menor mas contando também com service packs.

### Sistema de arquivos
O sistema de arquivos padrão é o formato NTFS, que é suportado por todas as versões do Windows NT, Windows 2000 e versões posteriores, tendo suporte nativo também ao formato FAT 16 usado pelo Windows 3.x e Windows 95 e FAT 32 usado pelo Windows 98 e Windows Me.

## Versões
Apenas duas builds do Microsoft Neptune foram compiladas: 5000 e 5111, sendo a build 5111 compilada apenas algumas semanas antes do projeto ser abandonado.

### Numeração
As versões alpha são numeradas build 5000 e 5111 porque, apesar de não serem baseadas na linha 9x/Me/DOS, seriam a versão sucessora dos mesmos, herdando a numeração da série 9x/Me em vez da série NT. Em comparação direta, o Windows 2000 — lançado dois meses depois da versão final do Neptune — tem ID de versão 2195. A série NT supera a linha 9x apenas em Julho de 2005 com a build Windows Vista Beta 1, com o identificador de versão 5112.